# Тёшкин, Юрий Александрович
Юрий Александрович Тёшкин (11 января 1937, Ярославль — 13 апреля 2011) — советский и российский писатель, геолог.

## Биография
Родился 11 января 1937 года в Ярославле.
В 1959 году окончил Криворожский горнорудный институт.
Работал геологом на Дальнем Востоке, на Тянь-Шане, на Кольском полуострове, в Карелии, Казахстане, Якутии.
Первая книга «В день первого снега» вышла в 1980 году в издательстве «Современник» с предисловием Юрия Трифонова.
С 1986 года — член Союза писателей СССР.
В 1989 окончил Высшие литературные курсы при Литературном институте имени А. М. Горького.
Умер 13 апреля 2011 года. Похоронен на подмосковном кладбище в Новой Деревне.

## Произведения
Источник — электронные каталоги РНБ
- Тешкин Ю. А. А у мамонта глаза очень голубые. — М.: Писатель, 2010.
- Тешкин Ю. А. Андропов и другие: [Докум. худож.] роман: в 2 ч. — Ярославль: Верхняя Волга, 1998. — 447 с. — 7500 экз. — ISBN 5-7415-9484-4.
- Тешкин Ю. А. В день первого снега: Рассказы и повесть. — М.: Современник, 1980. — 221 с. — (Первая книга в столице). — 30 000 экз. (Рассказы: Осколки; Синусоида; Камнепад; В день первого снега; Телеграмма; На острове; Нюрина смена. Повесть: Люди на берегу).
- Тешкин Ю. А. Весь день метель: Повести. — М.: Современник, 1989. — 317 с. — 50 000 экз. — ISBN 5-270-01054-2. (Повести: Аллея ударников; Весь день метель; Кого сечет чужое горе).
- Тешкин Ю. А. Индивидуальная беседа: Рассказы и повести. — М.: Сов. писатель, 1984. — 288 с. — 30 000 экз. (Повести: Индивидуальная беседа; «Я, Светозар Яковлевич, против!». Рассказы: Нюрина смена; На острове; Ветер с моря; Встреча; Шэк-бэк; Лесник; Мост через большую реку; Наши звери).
- Тешкин Ю. А. Милосердие на поле брани. — М.: Писатель, 2011.
- Тешкин Ю. А. Нуждается в твоей помощи: Рассказы и повести. — М.: Современник, 1986. — 299 с. — (Новинки «Современника»). — 50 000 экз. (Повести: Рядом с жизнью; Петя Колокольников; Нуждается в твоей помощи. Рассказы: Осколки; Никанор; Бермудский треугольник; Ламинария; На острове).
- Тешкин Ю. А. Полковник: Романы. — М.: Сов. писатель, 1991. — 526 с. — 100 000 экз. — ISBN 5-265-01199-4. (Романы: Предрассветные облака; Полковник).
- Тешкин Ю. А. Ярослав Мудрый и русская правда: [роман]. — М.: Вече, 2007. — 622 с. — ISBN 978-5-9533-2436-6.

## Награды
Литературные премии журнала «Наш современник», КГБ СССР, газеты «Труд».